# 生体組織診断

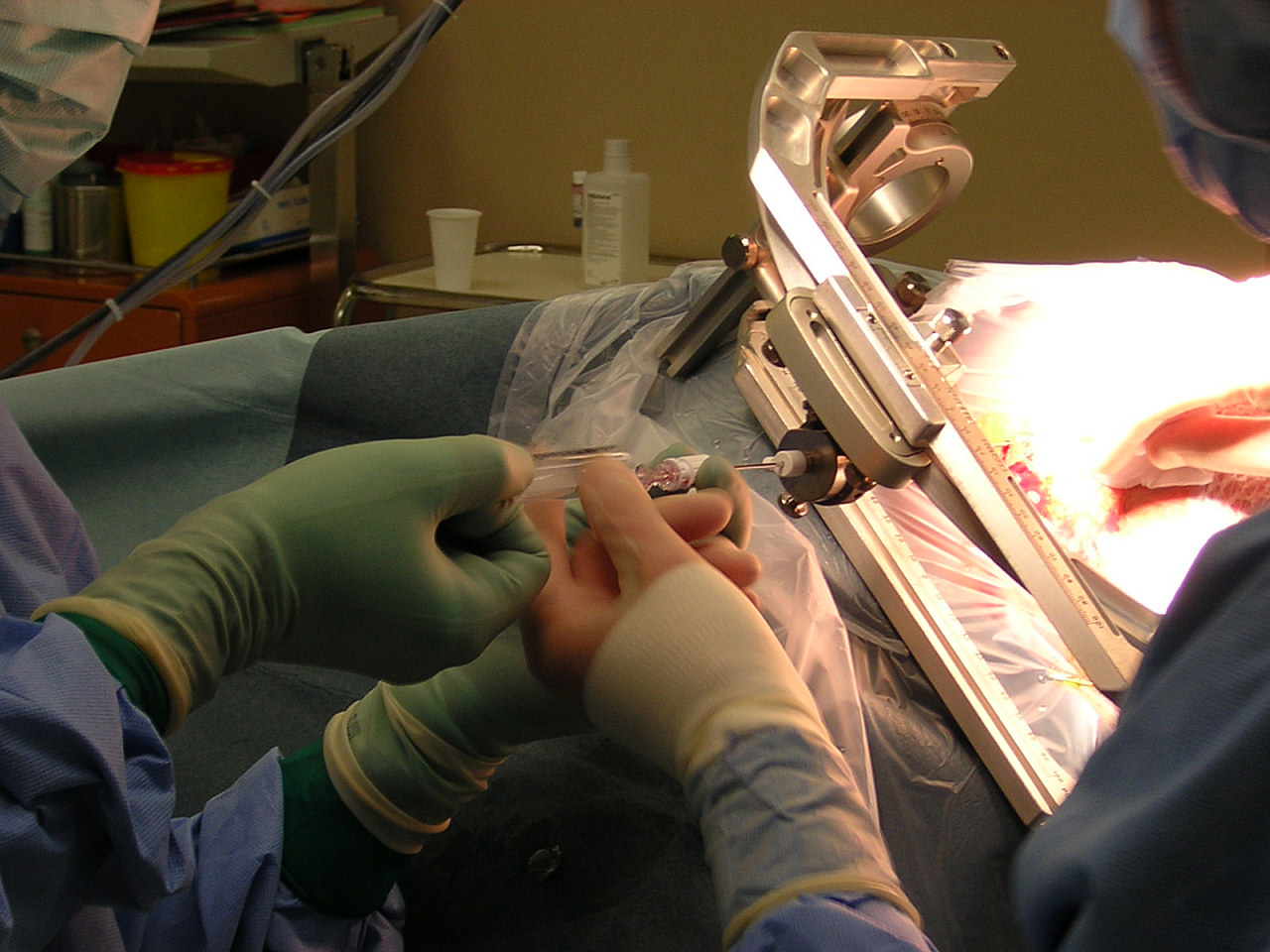
定位脳手術下の脳の生体組織診断

生体組織診断（せいたいそしきしんだん）は、病変部位の組織を採取し顕微鏡で病変部位を観察することによって、病気の診断または病変の拡大の程度を調べるために有用な臨床検査の一つ。
死者を解剖する病理診断を剖検（ぼうけん）というのに対し、生体組織診断は生体から検体を採取する方法であることから生検（せいけん）ともいう。また、生検組織診（せいけんそしきしん）、バイオプシーとも呼ばれる。

## 採取方法
一般に内臓の場合は針を刺して組織を採取する (needle biopsy) 。針生検は肺・腎臓・肝臓・前立腺・骨髄など各臓器で病気の診断のために行われる。病変の採取のためにはエコーなどを併用して適切な部分を採取することも重要である（エコー下針生検）。骨髄生検は骨髄穿刺を使用した細胞診と併用して行う。胃・大腸の組織採取は内視鏡を利用して行われる。リンパ節生検は炎症性疾患や腫瘍のリンパ節転移を目的に行う方法で表層のリンパ節を手術手技で採取して標本を作成する。皮膚疾患では穴の開いたパンチなどで病変部を採取して標本を作成する（パンチ生検）。悪性黒色腫（ほくろの癌）では切除範囲決定のためにセンチネルリンパ節生検も行われる。また表層の血管炎の診断もパンチ生検が有用である。筋肉疾患では皮膚を開き筋肉組織の一部を露出させてから採取して標本を作成する。

## 標本作製
得られた組織をスライス・固定する。染色はヘマトキシリン・エオシン染色（HE染色）を行うが、それに合わせて診断のために特殊染色を追加して行うこともある。腫瘍の範囲・大きさの確定のためには、スライスする部分を多くして検査を試みる。

## 組織診断に使用される用語
- 炎症
- 壊死
- 結節
- 線維化
- 変性-空胞変性、硝子滴変性、フィブリノイド変性、アミロイド変性、角質変性、粘液変性、硝子変性
- 肉芽腫

皮膚病理用語
- 萎縮
- 硬化
- 変性 - 顆粒変性、空胞変性
- 棘融解
- 痂皮
- 水疱
- 膿疱
- 不全角化
- 異角化
- 基底膜肥厚
- 錯角化
- 乳頭腫症
- 肉芽組織

## 特殊染色の種類
- パス染色（PAS染色）
- コンゴーレッド染色 (Congo-red染色)
- ダイロン染色
- マッソン・トリクローム染色
- アザン染色
- コッサ染色
- フォンタナ・マッソン鍍銀法
- 免疫染色